# Hingganita-(Nd)
La hingganita-(Nd) és un mineral de la classe dels silicats que pertany al grup de la gadolinita. Rep el nom per la seva relació amb la hingganita-(Y) més el sufix Levinson "-(Nd)" en al·lusió al domini del neodimi a l'estructura.

## Característiques
La hingganita-(Nd) és un nesosilicat de fórmula química Nd₂◻Be₂Si₂O₈(OH)₂. Va ser aprovada com a espècie vàlida per l'Associació Mineralògica Internacional l'any 2019, sent publicada per primera vegada el 2020. Cristal·litza en el sistema monoclínic. La seva duresa a l'escala de Mohs es troba entre 5,5 i 6. És l'anàleg de neodimi de la hingganita-(Y).
L'exemplar que va servir per a determinar l'espècie, el que es coneix com a material tipus, es troba conservat a les col·leccions del Museu Mineralògic Fersmann, de l'Acadèmia de Ciències de Rússia, a Moscou (Rússia), amb el número de registre: 5370/1.

## Formació i jaciments
Va ser descoberta al mont Zagi, a Hameed Abad Kafoor Dheri, dins el districte de Peshawar (Província de Khyber Pakhtunkhwa, Pakistan). També ha estat descrita al dipòsit d'itri, zirconi i niobi de Tsakhirin Khuduk i al mont Ulyn Khuren, tots dos indrets a Mongòlia, així com al dipòsit de magnetita de Bacúch, a la regió de Banská Bystrica (República Txeca).